# Oskar Liebe
Christian Oskar Liebe (* 21. Februar 1823 in Berlin; † 5. September 1909 in Sorenbohm) war ein preußischer Generalleutnant.

## Leben

### Herkunft
Oskar war ein Sohn des preußischen Majors Christian Moritz Liebe (1774–1829) und dessen Ehefrau Friederike Wilhelmine, geborene Boyen (1787–1866). Der spätere preußische Generalmajor Christian Amynt Liebe (1816–1909) war sein älterer Bruder.

### Militärkarriere
Liebe besuchte die Kadettenhäuser in Potsdam und Berlin. Anschließend wurde er am 9. August 1840 als Sekondeleutnant dem 3. Infanterie-Regiment der Preußischen Armee überwiesen. Von April 1843 bis Ende März 1847 war er zum 1. kombinierten Reserve-Bataillon kommandiert und ab Mitte April 1847 folgte seine Kommandierung zum Kadettenhaus nach Kulm. Hier wirkte Liebe zunächst als Erzieher, dann als Lehrer, bis er schließlich am 14. März 1854 von diesem Kommando entbunden wurde. Im Mai 1854 stieg er zum Premierleutnant auf und wurde Anfang März 1856 als Assistent der Abteilungsvorsteher an das Kadettenhaus in Potsdam kommandiert. Unter Stellung à la suite seines Regiments wurde Liebe am 14. Januar 1858 Hauptmann und Abteilungsvorstand am Kadettenhaus in Bensberg. Mitte Mai 1862 trat er mit der Ernennung zum Kompaniechef im 3. Pommerschen Infanterie-Regiment Nr. 14 wieder in den Truppendienst zurück. Anlässlich des Deutschen Krieges war Liebe zunächst Führer des Ersatz-Bataillons seines Regiments. Am 18. Juli 1866 beauftragte man ihn mit der Führung des IV. Bataillons, mit dem Liebe Bayreuth besetzte und für einige Zeit als Stadtkommandant fungierte.
Nach dem Friedensschluss wurde er als Major in das 7. Pommersche Infanterie-Regiment Nr. 54 versetzt und Mitte Dezember 1866 zum Kommandeur des I. Bataillons ernannt. In dieser Stellung nahm Liebe 1870/71 während des Krieges gegen Frankreich an den Schlachten bei Gravelotte und Villiers sowie den Belagerungen von Metz und Paris teil. Zeitweise führte Liebe den Verband, nachdem die beiden Regimentskommandeure Hermann von Busse und Ferdinand von Rechenberg gefallen waren. Am Tag der Kaiserproklamation zum Oberstleutnant befördert, wurde er am 12. Oktober 1872, ausgezeichnet mit beiden Klassen des Eisernen Kreuzes, zum Kommandeur des Schleswig-Holsteinischen Infanterie-Regiments Nr. 86 in Flensburg ernannt. Er stieg am 22. März 1873 zum Oberst auf und wurde am 12. November 1878 unter Beförderung zum Generalmajor Kommandeur der 1. Infanterie-Brigade in Königsberg. In dieser Stellung zeichnete ihn Kaiser Wilhelm I. im September 1879 mit dem Roten Adlerorden II. Klasse mit Eichenlaub aus. Obwohl zur Verwendung als Divisionskommandeur empfohlen, trat Liebe in den Ruhestand, da auf absehbare Zeit keine Stelle verfügbar war. Unter Verleihung des Charakters als Generalleutnant stellte man ihn daher mit der gesetzlichen Pension zur Disposition.
Nach seiner Verabschiedung würdigte ihn Kaiser Wilhelm II. 1896 aus Anlass des 25. Jahrestages der Erstürmung von Vaux mit dem Kronenorden II. Klasse mit Stern.

### Familie
Liebe war in erster Ehe mit Emma Marie Henriette Pfeffer (1828–1870) verheiratet. Nach ihrem frühen Tod ehelichte er am 20. März 1873 in Berlin Marie Eugenie Sidone von Hackewitz (1814–1917). Aus den Ehen gingen folgende Kinder hervor:
- Erika (* 1860)
- Hilmar (* 1862)
- Olga (* 1867)
- Marie (* 1869)
- Wanda (* 1874)
- Alfred Oskar Heinrich (1877–1914), gefallen als Hauptmann im Grenadier-Regiment „König Friedrich Wilhelm I.“ (2. Ostpreußisches) Nr. 3
- Kurt Heinrich Oskar (* 1879), Hauptmann im Infanterie-Regiment „von Manstein“ (Schleswigsches) Nr. 84